# Sérgio Cabral Filho

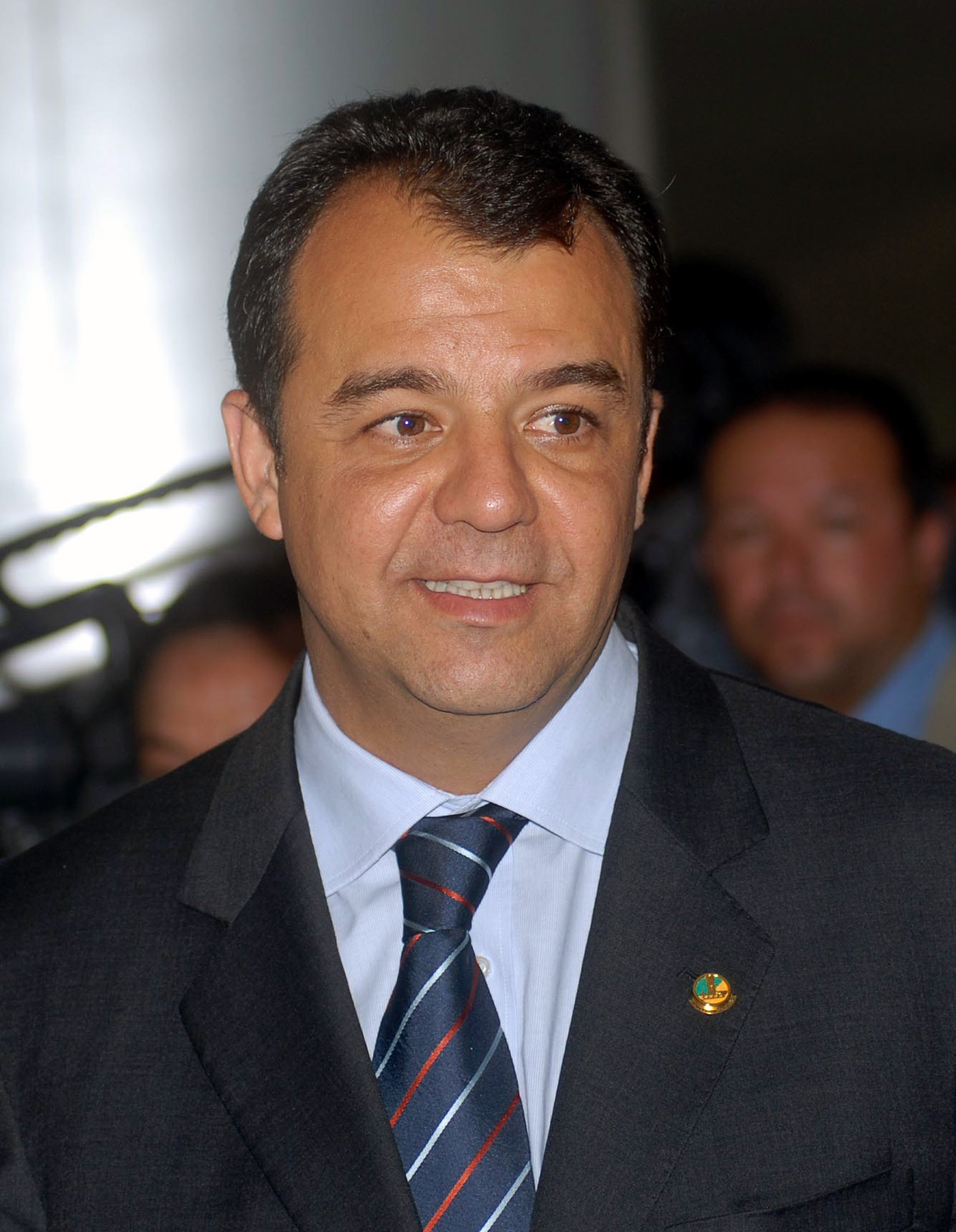
Sérgio Cabral Filho (2006)

Sérgio Cabral Filho (* 27. Januar 1963 in Rio de Janeiro) ist ein brasilianischer Journalist und Politiker des Partido do Movimento Democrático Brasileiro (PMDB). Er war von 2007 bis 2014 Gouverneur des Bundesstaates Rio de Janeiro.

## Leben
Er ist Sohn des Journalisten Sérgio Cabral und ebenfalls Journalist mit Ausbildung am Centro Universitário da Cidade do Rio de Janeiro.
Er trat Anfang der 1980er-Jahre in die Jugendorganisation des soeben gegründeten Partido do Movimento Democrático Brasileiro (PMDB) ein. 1982 unterstützte er die Karriere seines Vaters, Sergio Cabral, bei den Wahlen für den Stadtrat von Rio. Bereits 1984 war er Koordinator des Komitees Pedro Ernesto zur Unterstützung von Tancredo Neves. Im März 1987 trat er ins öffentliche Leben, als er Betriebsmanager (Diretoria de Operações) von TurisRio wurde, der Tourismus-Gesellschaft des Staates Rio de Janeiro unter der Regierung von Moreira Franco.
Bei den Abgeordnetenwahlen zum Parlament des Bundesstaates 1990, 1994 und 1998 wurde er zum Deputierten gewählt. Im Jahr 2002 erreichte er bei den Senatswahlen den Posten eines Senators des Bundesstaates Rio de Janeiro. Zweimal, 1992 und 1996, kandidierte er für den PMDB erfolglos für den Gouverneursposten des Bundesstaates Rio de Janeiro. Bei den Wahlen des Jahres 2000 unterstützte er den Kandidaten des Partido da Frente Liberal (PFL), Luiz Paulo Conde, dem er bei der vorherigen Wahl 1996 in der zweiten Runde unterlegen war.
Am 29. Oktober 2006 wurde er im zweiten Wahlgang mit Unterstützung seiner Amtsvorgänger Anthony Garotinho und Rosinha Garotinho zum Gouverneur von Rio de Janeiro gewählt. Er erhielt 68 % der Stimmen gegenüber 32 % seiner Gegenkandidatin Denise Frossard von dem Partido Popular Socialista (PPS). Die Amtseinführung erfolgte am 1. Januar 2007.
Im Oktober 2010 wurde er im ersten Wahlgang als Gouverneur wiedergewählt mit mehr als 66 % der gültigen Stimmen. Im April 2014 folgte ihm im Amt als Gouverneur der Politiker Luiz Fernando Pezão.
Am 16. November 2016 wurde er wegen Korruptionsvorwürfen verhaftet. Nach einer Zwischenbilanz vom 3. Juli 2018 und dem sechsten Korruptionsverfahren gegen ihn wegen passiver Bestechlichkeit, Geldwäsche und Bildung einer kriminellen Vereinigung wurde er bisher zu einer Gesamtstrafe von 122 Jahren und 8 Monaten verurteilt. Seine Gattin Adriana Ancelmo, die ehemalige First Lady des Bundesstaates, wurde zu 18 Jahren Haft verurteilt. Beide verbringen sie die Haftstrafe im Gefängniskomplex von Gericinó.